# Diversidad sexual en Angola
Las personas del colectivo LGBTI+ en Angola se enfrentan a ciertos desafíos legales y sociales no experimentados por otros residentes. Las relaciones sexuales consensuales entre personas del mismo sexo fueron despenalizadas en 2021, tras la entrada en vigor del nuevo código penal.
Desde el inicio del siglo XXI la situación de lesbianas, gais, bisexuales y transexuales en Angola ha experimentado algunas mejoras, especialmente notables desde febrero de 2017 cuando su Asamblea Nacional aprobó preliminarmente un nuevo código penal, pendiente de aprobación definitiva, que no prohíbe la actividad sexual consentida entre personas del mismo sexo. Algunas ONG que trabajan en aspectos de educación sobre VIH/Sida también están empezando a trabajar con la comunidad LGBT. 
A diferencia de otros países de su entorno, no hay informes de persecuciones sociales contra la población LGBT. Más bien se puede considerar que la homosexualidad socialmente es un tema tabú lo que hace que sean pocas las personas que públicamente divulguen su condición LGTB. Alessia Valenza, en su informe referido a Angola para ILGA, concluye que "la sociedad angoleña aún no está preparada para aceptar homosexuales. Sin embargo (...) los homosexuales han dejado de ser invisibles y se incluyen en las discusiones sobre la salud pública y la epidemia del VIH".

## Legislación y derechos

### Despenalización de la homosexualidad
Angola inició una revisión de su legislación penal en 2004, mediante una orden presidencial que creó la comisión de reforma de la justicia y la legislación. Esta comisión se encargó, entre otras cosas, de la redacción de un nuevo código penal. En enero de 2019, Angola aprobó un nuevo código penal, el cual no penaliza los actos sexuales entre personas del mismo sexo. En 2020, el Parlamento debatió nuevos cambios en el texto del código penal. Finalmente, la versión oficial del nuevo Código Penal se publicó el 11 de noviembre de 2020, sin embargo, de acuerdo con su artículo 9, el Código entrará en vigor noventa días después de la fecha de su publicación, por lo tanto, la homosexualidad no se despenalizo en Angola sino hasta finales de enero de 2021.

### Reconocimiento de las parejas del mismo sexo
En Angola no hay reconocimiento legal para las parejas del mismo sexo. El Código de la Familia establece que el matrimonio y la unión de hecho es sólo entre un hombre y una mujer.
El 6 de mayo de 2005 una ceremonia no oficial de compromiso, organizada por una pareja de hombres en el Hotel President Meridien, fue tema presente en medios de comunicación nacionales. Ambos hombres, residentes en Luanda, tras una relación de tres años decidieron organizar un "enlace" para oficializar su relación lo que les comportó importantes críticas de la prensa que calificaron la unión de "desvergonzada" y "abominable".

### Leyes y medidas antidiscriminación

#### Protección laboral
El artículo 212 del Código Penal, (en vigor desde 2021), tipifica como delito los actos de discriminación por motivos de orientación sexual, incluso en materia de empleo.

#### Protección amplia
El artículo 212 del Código Penal, (en vigor desde 2021), tipifica como delito los actos de discriminación basados en la orientación sexual en relación con el suministro de bienes y servicios, la obstrucción de las actividades económicas y el acceso a instalaciones públicas y/o privadas.

### Leyes sobre crímenes de odio e incitación al odio
Crímenes de odio
El apartado (c) del párrafo 1 del artículo 71 del Código Penal, (en vigor desde 2021), incluye la "discriminación basada en la orientación sexual" entre las circunstancias agravantes de todos los delitos establecidos en el Código. Además, la orientación sexual también se incluye explícitamente como circunstancia agravante en los delitos de amenaza (artículo 170-3).  Además, el Código establece penas más severas para los delitos de lesiones (artículo 213-4) y difamación (artículo 214-2) cuando se cometen a causa de la orientación sexual de la víctima. Por último, el artículo 382(g) incluye la persecución por motivos de orientación sexual entre la lista de delitos de lesa humanidad, que se castigan con penas de prisión de tres a veinte años.
Incitación al odio
El artículo 380 del Código Penal, (en vigor desde 2021) tipifica como delito la incitación al odio con el fin de discriminar cuando se comete contra una persona o un grupo a causa de su orientación sexual.

### Derechos Constitucionales
En la Constitución de Angola previa a la actualmente vigente, ratificada en 1992, los ciudadanos LGBT no eran mencionados expresamente. La nueva Constitución, vigente desde 2010, establece algunas disposiciones generales sobre derechos humanos, libertad, igualdad y tolerancia que pueden aplicarse a todos los ciudadanos, independientemente de su orientación sexual o identidad de género. Por ejemplo estipula que el Gobierno trabajará para garantizar la igualdad de derechos y oportunidades para todos los ciudadanos, independientemente de, entre otras cosas, "cualquier otra forma de discriminación". No obstante también establece el matrimonio como la unión entre un hombre y una mujer.

## Condiciones sociales

### Sociedad
En la década de 1920 el antropólogo alemán Kurt Falk publicó una investigación referente a las tribus africanas que sobre Angola reflejaba la existencia de una cierta aceptación de la bisexualidad practicada entre mujeres. Sin embargo esta no es la norma dentro de la sociedad angoleña contemporánea.

"Uno podría suponer que las tribades (como él denomina a estas mujeres) eran ancianas, que ya no recibían visitas de hombres, o que eran viudas. Pero son casi lo opuesto: esposas recién casadas, jóvenes, que no pueden quejarse de la falta de relaciones heterosexuales, que practican relaciones con personas del mismo sexo casi insaciablemente".
Kurt Falk 1925-1926 (Murray & Roscoe 1998:193) 

Las actitudes sociales prevalentes sobre la orientación sexual tienden a reflejar los valores tradicionales católicos y protestantes sobre la sexualidad humana y los roles de género. Estos valores y costumbres dan forma a la política pública. En 2013 la delegación de Angola, en respuesta a una pregunta del Comité de Derechos Humanos de la ONU sobre discriminación social de las personas en función de su orientación sexual, afirmó: “El principio de igualdad se encuentra consagrado en la Constitución pero medir la discriminación contra los homosexuales en la sociedad es difícil. Sin embargo las actitudes culturales están cambiando. Por ejemplo la presencia de dos parejas de personas del mismo sexo en una telenovela angoleña no fue condenada por los televidentes”. Sin embargo en 2015 la BBC se hizo eco de la polémica causada durante la emisión de Jikulumessu, una telenovela de la televisión estatal emitida en horario de máxima audiencia que abordaba temas sociales como la homosexualidad, la poligamia o la prostitución. En una de sus emisiones, por primera vez, los espectadores veían un beso protagonizado por dos hombres homosexuales. Las reacciones del público, además de la suspensión por "problemas técnicos" de la emisión, motivaron que los productores expresaran sus disculpas.
Algunas personas LGBT en Angola han denunciado haber sido hostigadas por personas que creen que son inmorales. Sin embargo paulatinamente se van conociendo signos de actitudes más liberales hacia la homosexualidad: una de las artistas musicales más populares en Angola, Titica, es una transexual que encabeza un creciente estilo de música de fusión rap-techno conocido como kuduro.

### Partidos políticos
Ninguno de los tres principales partidos políticos de Angola, Movimiento Popular de Liberación de Angola (de centro izquierda), Unión Nacional para la Independencia Total de Angola (de centro) y Frente Nacional para la Liberación de Angola (de centro derecha), se han referido formalmente a las personas LGBT. En las raras ocasiones en que políticos o funcionarios gubernamentales han tratado con personas o sobre derechos LGBT, sus políticas han reflejado las actitudes sociales predominantes. Medios locales se hicieron eco que el gobierno de Angola, presuntamente, no respondió a la candidatura de Yithzak Yanuka como embajador israelí por su reconocida homosexualidad.

### Organizaciones no gubernamentales
El Gobierno ha autorizado la existencia de organizaciones no gubernamentales y algunas de ellas han comenzado a trabajar con miembros de la comunidad LGBT en la educación sobre el VIH/Sida. Legalmente las personas que viven con VIH/Sida tienen derecho a servicios de asistencia sanitaria y protección contra la discriminación laboral. El desarrollo de un programa educativo específico para personas LGBT ha tenido dificultades para recibir recursos y apenas ha comenzado a implementarse mediante el trabajo de entidades como PSI. La primera asociación local que ha implementado acciones de sensibilización, Acção Humana (Acción Humana), comenzó su actividad en 2006 pero no ha podido recibir fondos. En 2007 un estudio sobre el VIH/Sida estimó que, aproximadamente, el cinco por ciento de las infecciones de VIH provienen de hombres que mantienen relaciones sexuales con otros hombres.